# Alfredo De Angelis
Alfredo De Angelis, född 2 november 1912, död 31 mars 1992 var en orkesterledare inom argentinsk tango. Särskilt känd har han blivit för sina valstolkningar, exempelvis Pobre flor och Soñar y nada mas. De Angelis stil uppfattas ibland som vulgär, och benämns nedsättande av traditionalister som "cirkusmusik", men hans orkester räknas till de mest kända genom tiderna och är flitigt spelad på milongor.